# Біографічний словник італійців
Біографічний словник італійців (італ. Dizionario Biografico degli Italiani) — біографічний словник, видаваний Інститутом Італійської енциклопедії, розпочатий у 1925 році і досі не закінчений. У словник заплановано додати близько 40 тисяч біографій видатних італійців. Статті публікуються за ім'ям своїх авторів і супроводжуються великою бібліографією.

## Історія
Праця була задумана в 1925 році за моделлю подібних робіт, таких як німецька Загальна німецька біографія (1912, 56 томів) або англійський Національний біографічний словник (1900, 63 томи). Розраховано, що майбутній готовий словник включатиме біографічні статті про італійців, які заслуговують бути збереженими в історії і які жили в будь-який час, починаючи від падіння Західної Римської імперії дотепер. Колишній директор Інституту італійської енциклопедії Джованні Джентіле доручив завдання координації роботи зі складання словника Фортунато Пінтору, до якого незабаром приєднався Арсеніо Фругоні. У 1959 році управління перейшло до Альберто Марія Гізальберті, потім в 1985 році до Массіміліано Павану, в 1990 році до Фіорелле Барточчіні та Маріо Каравале, а з 1999 року до Маріо Каравале. Із 2010 року директором роботи є Раффаеле Романеллі.
Перший том з'явився в 1960 році, відзначивши столітню річницю об'єднання Італії. Близько 15 років пішло на складання величезного переліку історичних осіб, із яких 40 тисяч були відібрані як італійці, які заслуговують бути увічненими окремою статтею. Станом на 2018 рік опубліковано 92 томи, що сягають літери «S» (Sisto IV). Іноді випускалися оновлення. Наприклад, в 1990 році випущено доповнення для літер A-C, що містить статті про людей, які померли до 1985 року. Остаточна робота повинна складатися з 110 томів, не рахуючи додатків і доповнень.
У 2009 році виникла загроза припинення роботи або переходу до більш простої версії, яка підтримувалася б тільки в інтернеті. Видавець звернувся за допомогою до громадськості, щоб забезпечити продовження роботи відповідно до суворих академічних критеріїв, якими до того характеризувалося паперове видання.
У 2010 році опублікований список запланованих включень для літер від M до Z для майбутніх томів. У березні 2011 року було заплановано відкриття нового порталу в мережі для доступу до словника, на додаток до мережевої версії Італійської енциклопедії. Його запуск був формально приурочений до 150-річчя об'єднання Італії.
У період з липня до листопада 2019 року доступ до онлайнової версії перестав бути вільним, але вимагав реєстрації та плати за підписку.

## Томи
- 1: Aaron-Albertucci (1960)
- 2: Albicante-Ammannati (1960)
- 3: Ammirato-Arcoleo (1961)
- 4: Arconati-Bacaredda (1962)
- 5: Bacca-Baratta (1963)
- 6: Baratteri-Bartolozzi (1964)
- 7: Bartolucci-Bellotto (1965; переиздан в 1970)
- 8: Bellucci-Beregan (1966)
- 9: Berengario-Biagini (1967)
- 10: Biagio-Boccaccio (1968)
- 11: Boccadibue-Bonetti (1969)
- 12: Bonfadini-Borrello (1971)
- 13: Borremans-Brancazolo (1971)
- 14: Branchi-Buffetti (1972)
- 15: Buffoli-Caccianemici (1972)
- 16: Caccianiga-Caluso (1973)
- 17: Calvart-Canefri (1974)
- 18: Canella-Cappello (1975)
- 19: Cappi-Cardona (1976)
- 20: Carducci-Carusi (1977)
- 21: Caruso-Castelnuovo (1978)
- 22: Castelvetro-Cavallotti (1979)
- 23: Cavallucci-Cerretesi (1979)
- 24: Cerreto-Chini (1980)
- 25: Chinzer-Cirni (1981)
- 26: Cironi-Collegno (1982)
- 27: Collenuccio-Confortini (1982)
- 28: Conforto-Cordero (1983)
- 29: Cordier-Corvo (1983)
- 30: Cosattini-Crispolto (1984)
- 31: Cristaldi-Dalla Nave (1985)
- 32: Dall'Anconata-Da Ronco (1986)
- 33: D'Asaro-De Foresta (1987)
- 34: Primo supplemento, A-C (1988)
- 35: Indice, A-C (1988)
- 36: De Fornari-Della Fonte (1988)
- 37: Della Fratta-Della Volpaia (1989)
- 38: Della Volpe-Denza (1990)
- 39: Deodato-Di Falco (1991)
- 40: Di Fausto-Donadoni (1991)
- 41: Donaggio-Dugnani (1992)
- 42: Dugoni-Enza (1993)
- 43: Enzo-Fabrizi (1993)
- 44: Fabron-Farina (1994)
- 45: Farinacci-Fedrigo (1995)
- 46: Feducci-Ferrerio (1996)
- 47: Ferrero-Filonardi (1997)
- 48: Filoni-Forghieri (1997)
- 49: Forino-Francesco da Serino (1997)
- 50: Francesco I Sforza-Gabbi (1998)
- 51: Gabbiani-Gamba (1998)
- 52: Gambacorta-Gelasio 2 (1999)
- 53: Gelati-Ghisalberti (2000)
- 54: Ghiselli-Gimma (2000)
- 55: Ginammi-Giovanni da Crema (2001)
- 56: Giovanni Di Crescenzio-Giulietti (2001)
- 57: Giulini-Gonzaga (2001)
- 58: Gonzales-Graziani (2002)
- 59: Graziano-Grossi Gondi (2002)
- 60: Grosso-Guglielmo da Forlì (2003)
- 61: Guglielmo Gonzaga-Jacobini (2004)
- 62: Iacobiti-Labriola (2004)
- 63: Labroca-Laterza (2004)
- 64: Latilla-Levi Montalcini (2005)
- 65: Levis-Lorenzetti (2005)
- 66: Lorenzetto-Macchetti (2006)
- 67: Macchi-Malaspina (2006)
- 68: Malatacca-Mangelli (2007)
- 69: Mangiabotti-Marconi (2007)
- 70: Marcora-Marsilio (2008)
- 71: Marsilli-Massimino da Salerno (2008)
- 72: Massimo-Mechetti (2008)
- 73: Meda-Messadaglia (2009)
- 74: Messi-Miraglia (2010)
- 75: Miranda-Montano (2011)
- 76: Montauti-Morlaiter (2012)
- 77: Morlini-Natolini (2012)
- 78: Natta-Nurra (2013)
- 79: Nursio-Ottolini Visconti (2013)
- 80: Ottone I-Pansa (2014)
- 81: Pansini-Pazienza (2014)
- 82: Pazzi-Pia (2015)
- 83: Piacentini-Pio V (2015)
- 84: Piovene-Ponzo (2015)
- 85: Ponzone-Quercia (2016)
- 86: Querenghi-Rensi (2016)
- 87: Renzi-Robortello (2016)
- 88: Robusti-Roverella (2017)
- 89: Rovereto-Salvemini (2017)
- 90: Salvestrini-Saviozzo da Siena (2017)
- 91: Savoia-Semeria (2018)
- 92: Semino-Sisto IV (2018)
- 93: Sisto V-Stammati (2019)
- 94: Stampa-Tarantelli (2019)
- 95: Taranto-Togni (2019)
- 96: Toja-Trivelli(2019)
- 97: Trivulzio-Valeri (2020)
- 98: Valeriani-Verra (2020)
- 99: Verrazzano-Vittorio Amedeo (2020)
- 100:Vittorio Emanuele I-Zurlo (2020)